# Petschorsk
Petschorsk (russisch Печёрск) ist ein Dorf (selo) im Rajon Smolensk der Oblast Smolensk in Russland. Der Ort hat 3884 Einwohner (Stand 14. Oktober 2010).

## Lage
Petschorsk befindet sich etwa sieben Kilometer nördlich der Oblasthauptstadt Smolensk. Nördlich des Ortes verläuft die russische Fernstraße M1, die von Moskau nach Minsk führt. Das Dorf ist Verwaltungssitz der Landgemeinde Petschorskoje selskoje posselenije mit vier Ortschaften.

## Geschichte
Der Name von Petschorsk lässt sich vom altostslawischen „печера“ herleiten, was so viel wie ‚Höhle‘ bedeutet, bezogen auf in „Höhlen“ lebende Einsiedler. Im Ort befindet sich die Kirche aus dem Jahr 1768, die in Anlehnung an den Ortsnamen dem orthodoxen Heiligen Antonius von Kiew (russisch Antoni Petschorski) und dem Hl. Theodosius geweiht ist.

### Bevölkerungsentwicklung
| Jahr | Einwohner |
| ---- | --------- |
| 2002 | 3750      |
| 2010 | 3884      |

Anmerkung: Volkszählungsdaten